# دژبان ارشد آجا
دژبان ارشد آجا به یگان دژبانی اطلاق می‌شود که در آن محدوده یا در آن استان  ارشدترین دژبان ارتش می‌باشد .
مانند مثل :
دژبان ارشد آجا در گیلان بر عهده منطقه چهارم ناوگان نیروی دریایی ارتش شمال می‌باشد .
دژبان ارشد آجا در بوشهر بر عهده منطقه دوم نیروی دریایی ارتش می‌باشد .
دژبان ارشد آجا در فارس و کهگیلویه و بویر احمد بر عهده نیروی زمینی ارتش می‌باشد .
دژبان ارشد آجا در هرمزگان بر عهده نیروی دریایی ارتش می‌باشد .